# Tetrapyrgos tropicalis
Tetrapyrgos tropicalis är en svampart som beskrevs av R.H. Petersen & S.A. Gordon 1995. Tetrapyrgos tropicalis ingår i släktet Tetrapyrgos och familjen Marasmiaceae.   Inga underarter finns listade i Catalogue of Life.